# 안용휘
안용휘(安勇輝, 1981년 9월 28일 ~ )는 SK 와이번스에서 뛰었던 전 야구 선수다. 2000년 신인 트래프트에서 쌍방울 레이더스에 지명되었으나, 대학 진학을 선택하여 이후 2004년에 SK 와이번스에 입단했다.

## 출신 학교
- 신일고등학교
- 고려대학교

## 같이 보기
- 2000년 SK 와이번스 시즌